# Méthoxybenzaldéhyde
Le méthoxybenzaldéhyde, parfois aussi appelé anisaldéhyde est un composé organique aromatique de formule brute C8H8O2.  Il est constitué d'une noyau de benzène substitué par un groupe méthoxyle (anisole) et un groupe formyle (benzaldéhyde).  Comme tous les benzènes disubstitués, il existe sous la forme de trois isomères structuraux, les composés ortho, méta et para, selon la position relative des deux substituants sur le cycle :
- le 2-méthoxybenzaldéhyde, ou orthométhoxybenzaldéhyde ;
- le 3-méthoxybenzaldéhyde, ou métaméthoxybenzaldéhyde ;
- le 4-méthoxybenzaldéhyde, paraméthoxybenzaldéhyde ou encore anisaldéhyde.

## Nom
On rencontre parfois le terme « anisaldéhyde », notamment dans la littérature anglophone, comme synonyme de « méthoxybenzaldéhyde » (l'anisole étant le nom trivial du méthoxybenzène). Cependant, en règle générale et sans autre précision, le terme anisaldéhyde se réfère préférentiellement au dérivé para, le 4-méthoxybenzaldéhyde qui est le composé le plus courant dans l'industrie, que ce soit comme arôme, parfum, ou intermédiaire de synthèse dans l'industrie pharmaceutique.

## Propriétés
| Méthoxybenzaldéhyde          |                                                                        |                                                                        | |
| Nom                          | 2-méthoxybenzaldéhyde                                                  | 3-méthoxybenzaldéhyde                                                  | 4-méthoxybenzaldéhyde                                                                                  |
| Autre nom                    | orthométhoxybenzaldéhyde o-méthoxybenzaldéhyde                         | métaméthoxybenzaldéhyde m-méthoxybenzaldéhyde                          | paraméthoxybenzaldéhyde p-méthoxybenzaldéhyde anisaldéhyde                                             |
| Représentation               |                                                                        |                                                                        | |
| Numéro CAS                   | 135-02-4                                                               | 591-31-1                                                               | 123-11-5                                                                                               |
| PubChem                      | 8658                                                                   | 11569                                                                  | 31244                                                                                                  |
| Formule brute                | C8H8O2                                                                 | C8H8O2                                                                 | C8H8O2                                                                                                 |
| Masse molaire                | 136,15 g·mol−1                                                         | 136,15 g·mol−1                                                         | 136,15 g·mol−1                                                                                         |
| État                         | solide                                                                 | liquide                                                                | liquide                                                                                                |
| Apparence                    | solide jaunâtre à l'odeur caractéristique de réglisse                  | liquide jaunâtre avec une odeur agréable                               | liquide jaunâtre hautement volatil, sensible à la lumière et à l'air, à l'odeur caractéristique d'anis |
| Masse volumique              | 1,127 g·cm-3                                                           | 1,12 g·cm-3                                                            | 1,12 g·cm-3                                                                                            |
| Point de fusion              | 34 à 40 °C                                                             | 3 à 4 °C                                                               | 0 à 2 °C                                                                                               |
| Point d'ébullition           | 238 °C                                                                 | 230 à 233 °C                                                           | 248 °C                                                                                                 |
| Point d'éclair               | 117 °C                                                                 | 110 °C                                                                 | 116 °C                                                                                                 |
| Point d'auto-inflammation    |                                                                        | 225 °C                                                                 | 220 °C                                                                                                 |
| Pression de vapeur saturante |                                                                        | 1,3 hPa (73 °C)                                                        | <1 hPa (20 °C) 77 hPa (160 °C)                                                                         |
| LogP                         |                                                                        | 1,71                                                                   | 1,65                                                                                                   |
| Solubilité                   | Pratiquement insoluble dans l'eau, soluble dans l'éthanol et l'éther,. | Pratiquement insoluble dans l'eau, soluble dans l'éthanol et l'éther,. | Pratiquement insoluble dans l'eau, soluble dans l'éthanol et l'éther,.                                 |
| SGH                          | Pas de pictogramme SGH                                                 | Pas de pictogramme SGH                                                 | Pas de pictogramme SGH                                                                                 |
| Phrase H et P                | Pas de phrase H ou P                                                   | Pas de phrase H ou P                                                   | Pas de phrase H ou P                                                                                   |

## Occurrence naturelle

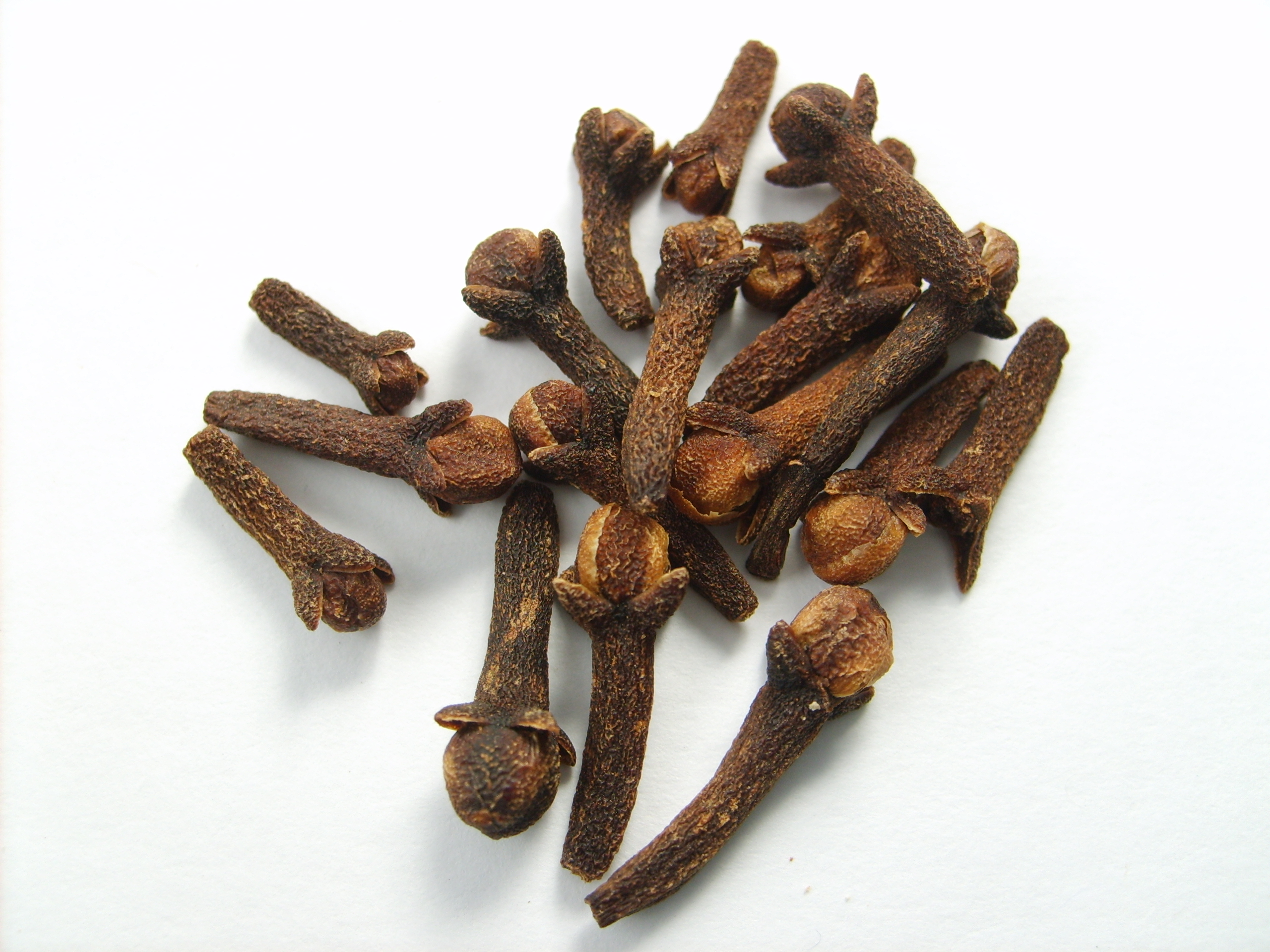
Le clou de girofle contient naturellement du 3-méthoxybenzaldéhyde.

Le 2-méthoxybenzaldéhyde est naturellement présent dans le cannelier de Chine (Cinnamomum aromaticum). Le 3-méthoxybenzaldéhyde se trouve dans les fruits du giroflier. Le 4-méthoxybenzaldéhyde peut être détecté dans le basilic, dans la  menthe coréenne (Agastache rugosa), le fenouil, la badiane et l'anis.

## Synthèse
Les méthoxybenzaldéhydes peuvent être synthétisés par oxydation des méthoxytoluènes (méthylanisoles) correspondants, par exemple avec le dioxyde de manganèse qui va convertir le groupe méthyle en groupe aldéhyde. Le 4-méthoxybenzaldéhyde peut aussi être produit par clivage oxydant du groupe alcène de l'anéthol.

## Utilisations
Le 2-méthoxybenzaldéhyde est utilisé comme réactif pour synthétiser des bases de Schiff inhibitrices de la corrosion. Il est également utilisé comme arôme et ingrédient de parfum.
Structurellement proche de la vanilline, le 4-méthoxybenzaldéhyde est un produit largement utilisé dans l'industrie des parfums et des arômes. Il est utilisé comme intermédiaire dans la synthèse d'autres composés importants pour les produits pharmaceutiques et la parfumerie. 
Une solution de 4-méthoxybenzaldéhyde dans l'acide et l'éthanol est un colorant utile en chromatographie sur couche mince, différents composés sur la plaque pouvant donner différentes couleurs, ce qui permet de les distinguer facilement.

## Dérivés
- Hydroxyméthoxybenzaldéhyde (C8H8O3) : 10 isomères, dont la vanilline (4-hydroxy-3-méthoxybenzaldéhyde), l'isovanilline (3-hydroxy-4-méthoxybenzaldéhyde) et l'orthovanilline (2-hydroxy-3-méthoxybenzaldéhyde).